# Морава кочоа
Моравата кочоа (Cochoa purpurea) е вид птица от семейство Turdidae.

## Разпространение и местообитание
Разпространен е в Бутан, Виетнам, Индия, Китай, Лаос, Мианмар, Непал и Тайланд.